# Mentions honorifiques pour les morts dans le judaïsme
Paix sur lui (hébreu : עליו השלום ; alav hashalom, souvent rendu par « La paix soit sur lui ») est une phrase que les Juifs orthodoxes ont coutume d'ajouter après avoir mentionné une figure particulièrement importante du judaïsme, tels que Moïse ou les Patriarches.
Alav ou Aleihem hashalom (paix sur eux) est également prononcé après la mention d'autres Sages ou Justes décédés, et cela implique une marque de respect. L'usage est particulièrement courant pour mentionner des femmes vertueuses décédées. 
Dans les manuscrits, on abrège par a'h.
D'autres marques honorifiques pour des Juifs décédés incluent :
- זיכרונו לברכה zikhrono livrakha (pour un homme)/זיכרונה לברכה, zikhronah livrakha (pour une femme), abrégés ז"ל (Z"L, ou za"l) : « de mémoire bénie »
- זכר צדיק לברכה, zekher tzadik livrakha, abrégé זצ"ל (ZT"L, ou zatsa"l) : « le souvenir du juste est/soit une bénédiction ».